# Toronto Marlies
Die Toronto Marlies sind eine Eishockeymannschaft in der American Hockey League. Sie spielen in Toronto, Ontario, Kanada im Coca-Cola Coliseum (9.500 Plätze).

## Geschichte
Die Toronto Marlies wurden 2005 gegründet, als die Toronto Maple Leafs beschlossen, ihr Farmteam St. John’s Maple Leafs umziehen zu lassen, um Geld für Reisekosten zu sparen und einen Mieter für das Ricoh Coliseum zu haben. Allerdings blieben die Zuschauerzahlen weit unter den Erwartungen zurück und viele stellten sich die Frage, ob der Umzug der in St. John’s sehr populären Mannschaft die richtige Entscheidung war. Das Team wurde nach dem ehemaligen Junioren Hockey Team Toronto Marlboros benannt, allerdings wählte man die Abwandlung Marlies, um jegliche Assoziationen mit der Zigarettenmarke zu vermeiden.
In ihrem ersten Jahr erreichten die Marlies zwar knapp die Play-offs, schieden jedoch bereits in der ersten Runde aus.
Die Maple Leafs sind neben den Winnipeg Jets das einzige Team der NHL, dessen Farmteam in derselben Stadt spielt.

## Saisonstatistik

### Reguläre Saison
Abkürzungen: GP = Spiele, W = Siege, L = Niederlagen, OTL = Niederlagen nach Overtime SOL = Niederlagen nach Shootout, Pts = Punkte, GF = Erzielte Tore, GA = Gegentore
| Saison  | GP | W  | L  | OTL | SOL | Pts | GF  | GA  | Platzierung       |
| ------- | -- | -- | -- | --- | --- | --- | --- | --- | ----------------- |
| 2005/06 | 80 | 41 | 29 | 6   | 4   | 92  | 270 | 263 | 4. North Division |
| 2006/07 | 80 | 34 | 39 | 2   | 5   | 75  | 220 | 270 | 6. North Division |
| 2007/08 | 80 | 50 | 21 | 3   | 6   | 109 | 246 | 203 | 1. North Division |
| 2008/09 | 80 | 39 | 29 | 5   | 7   | 90  | 240 | 229 | 4. North Division |
| 2009/10 | 80 | 33 | 35 | 6   | 6   | 78  | 193 | 261 | 5. North Division |
| 2010/11 | 80 | 37 | 32 | 1   | 10  | 85  | 228 | 219 | 5. North Division |
| 2011/12 | 76 | 44 | 24 | 5   | 3   | 96  | 217 | 175 | 1. North Division |
| 2012/13 | 76 | 43 | 23 | 3   | 7   | 96  | 237 | 199 | 1. North Division |
| 2013/14 | 76 | 45 | 25 | 2   | 6   | 96  | 223 | 202 | 1. North Division |
| 2014/15 | 76 | 40 | 27 | 9   | 0   | 87  | 207 | 203 | 2. North Division |

### Playoffs
| Saison  | 1. Runde             | 2. Runde            | 3. Runde             | Finale             |
| ------- | -------------------- | ------------------- | -------------------- | ------------------ |
| 2005/06 | L, 1–4, Grand Rapids | —                   | —                    | —                  |
| 2006/07 | Nicht qualifiziert   | Nicht qualifiziert  | Nicht qualifiziert   | Nicht qualifiziert |
| 2007/08 | W, 4–3, San Antonio  | W, 4–3 Syracuse     | L, 1–4 Chicago       | —                  |
| 2008/09 | L, 2–4, Manitoba     | —                   | —                    | —                  |
| 2009/10 | Nicht qualifiziert   | Nicht qualifiziert  | Nicht qualifiziert   | Nicht qualifiziert |
| 2010/11 | Nicht qualifiziert   | Nicht qualifiziert  | Nicht qualifiziert   | Nicht qualifiziert |
| 2011/12 | W, 3–0, Rochester    | W, 4–1 Abbotsford   | W, 4–1 Oklahoma City | L, 0–4, Norfolk    |
| 2012/13 | W, 3–0, Rochester    | L, 2–4 Grand Rapids | —                    | —                  |
| 2013/14 | W, 3–0, Milwaukee    | W, 4–0 Chicago      | L, 3–4 Stars         | —                  |
| 2014/15 | L, 2–3 Grand Rapids  | —                   | —                    | —                  |

## Vereins-Rekorde

### Mannschafts-Rekorde
- Erstes Spiel: 7. Oktober 2005 gegen die Rochester Americans (Ergebnis 5:8)
- Erstes Tor: Colin Murphy
- Erstes Heimspiel und erster Sieg: 12. Oktober 2005 gegen Syracuse Crunch (5:2)
- Erster Shutout: 14. Dezember 2005: Jean-Sébastien Aubin gegen Grand Rapids Griffins (5:0)
- Erster Hattrick: 2. Januar 2006: Luke Fulghum gegen die Cleveland Barons (6:1)

### Spieler-Rekorde
- Tore: 36, John Pohl (2005/06)
- Vorlagen: 47, Bates Battaglia (2005/06)
- Punkte: 75, John Pohl (2005/06)
- Strafminuten: 216, André Deveaux (2009/10)
- Gegentore-Schnitt: 2.04, Ben Scrivens (2011/12)
- Gehaltene Schüsse (%): 92.6, Ben Scrivens (2011/12)
- Tore (Karriere): 74, Jeremy Williams
- Vorlagen (Karriere): 112, Kris Newbury
- Punkte (Karriere): 168, Kris Newbury
- Strafminuten (Karriere): 475, Kris Newbury
- Gewonnene Spiele eines Torhüters (Karriere): 71, Justin Pogge
- Shutouts (Karriere): 7, Justin Pogge
- Spiele (Karriere): 312, Alex Foster

Stand: Saisonende 2011/12